# Граф Оркни

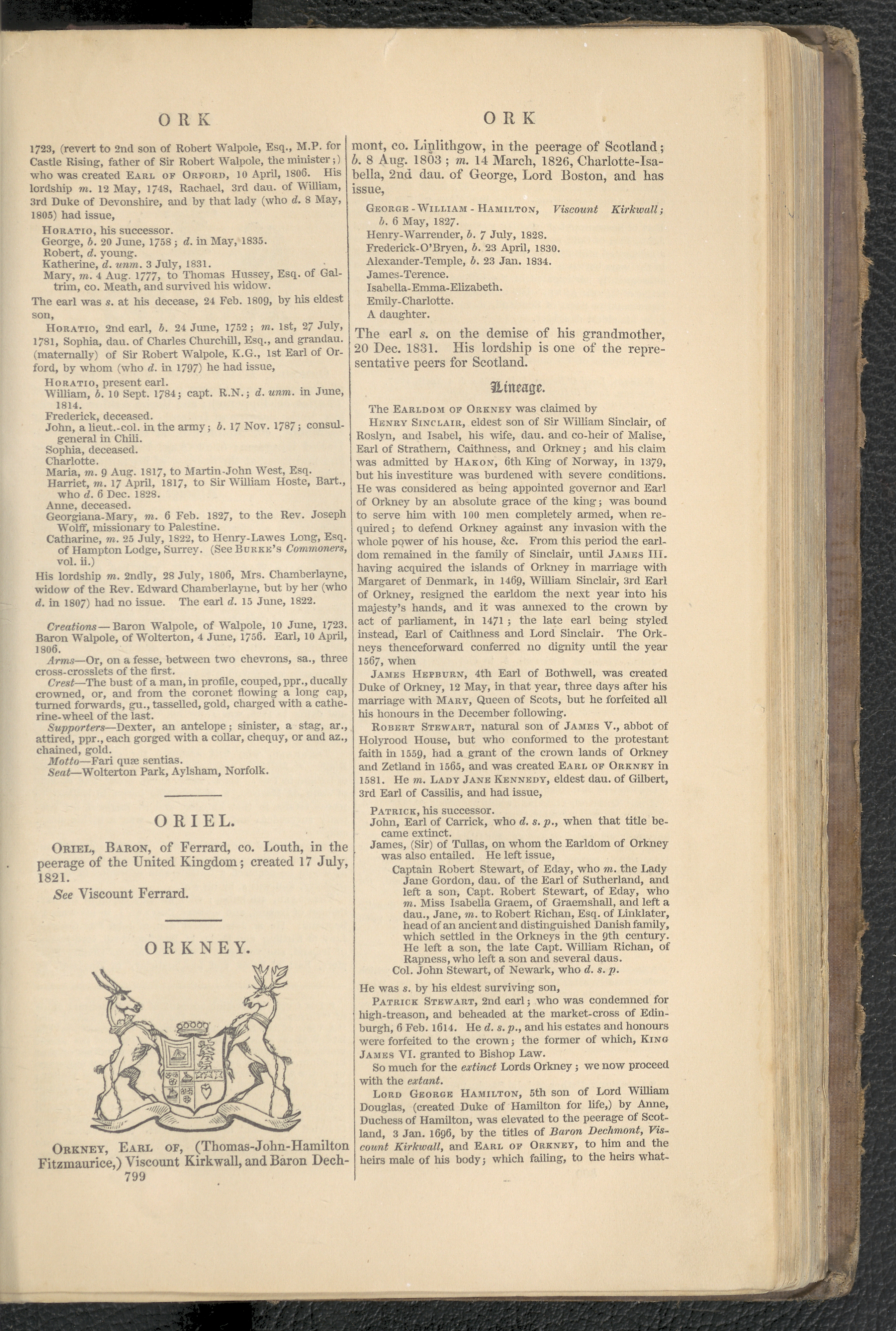
Генеалогический и геральдический словарь пэров и баронетов

Граф Оркни — старинный шотландский аристократический титул в пэрстве Шотландии. Графство Оркни было образовано норвежскими завоевателями и на начальном этапе включало в себя Оркнейские и Шетландские острова, а также, временами, Кейтнесс и Сатерленд. Графы периодически давали присягу королям Норвегии, а позже также и королям Шотландии, как правители части Северной Шотландии (Кейтнесс и Сатерленд). Статус графа Оркни как вассала норвежского короля был официально подтверждён в 1195 году. После перехода островов под власть Шотландии в 1471 году графство несколько раз восстанавливалось и упразднялось.

## Норвежские ярлы Оркнейских островов
Первым известным ярлом Оркнейских островов был Регнвальд Эйстейнссон, умерший около 890 года. Все последующие ярлы, правившие Оркнейскими островами вплоть до 1232 года, за исключением одного, были потомками Регнвальда или его брата Сигурда.
| №   | Ярл                                                    | Время правления      | Происхождение                     | Примечания                                                    |
| --- | ------------------------------------------------------ | -------------------- | --------------------------------- | ------------------------------------------------------------- |
| 1.  | Рёгнвальд Эйстейнссон (ярл Мёра)                       | IX век               |                                   | назначен Харальдом Прекрасноволосым                           |
| 2.  | Сигурд Эйстейнссон                                     | IX век               | брат Рёгнвальда (№1)              |                                                               |
| 3.  | Гутторм Сигурдссон                                     | ок. 890              | сын Сигурда (№2)                  |                                                               |
| 4.  | Халлад Рёгнвальдссон                                   | ок. 891 — ок. 893    |                                   |                                                               |
| 5.  | Турф-Эйнар Рёгнвальдссон                               | ок. 893 — ок. 946    |                                   |                                                               |
| 6.  | Арнкель Турф-Эйнарссон                                 | 946—954              |                                   | Убит в том же сражении, что и Эйрик Кровавая Секира           |
| 7.  | Эрленд Турф-Эйнарссон                                  | погиб в 954          |                                   | Убит в том же сражении, что и Эйрик Кровавая Секира           |
| 8.  | Торфинн Турф-Эйнарссон (Торфинн Раскалыватель Черепов) | ок. 963 — ок. 976    |                                   |                                                               |
| 9.  | Арнфинн Торфиннссон                                    | ок. 976 — ок. 991    |                                   | правил вместе с Хавардом, Льотом и Хлёдвиром                  |
| 10. | Хавард Торфиннссон                                     | ок. 976 — ок. 991    |                                   | правил вместе с Арнфинном, Льотом и Хлёдвиром                 |
| 11. | Льот Торфиннссон                                       | ок. 976 — ок. 991    |                                   | правил вместе с Арнфинном, Хавардом и Хлёдвиром               |
| 12. | Хлёдвир Торфиннссон                                    | ок. 980 — ок. 991    |                                   | правил вместе с Арнфинном, Хавардом и Льотом                  |
| 13. | Сигурд Хлодвирссон (Могучий или Толстый)               | 991 — 23 апреля 1014 |                                   | убит в битве при Клонтарфе                                    |
| 14. | Бруси Сигурдссон                                       | 1014—1030            |                                   | правил вместе с Эйнаром, Сумарлиди и Торфинном                |
| 15. | Эйнар Сигурдссон (Einar Wry-mouth)                     | 1014—1020            |                                   | правил вместе с Бруси и Сумарлиди                             |
| 16. | Сумарлиди Сигурдссон                                   | 1014—1015            |                                   | правил вместе с Бруси и Эйнаром                               |
| 17. | Торфинн Сигурдссон                                     | 1020—1064            |                                   | правил вместе с Бруси и Рёгнвальдом                           |
| 18. | Рёгнвальд Брусасон                                     | ок. 1037 — ок. 1046  |                                   | правил вместе с Торфинном, основатель Керкуолла               |
| 19. | Паль и Эрленд Торфиннссоны                             | 1064—1098            |                                   |                                                               |
| 20. | Сигурд Магнуссон (Сигурд Крестоносец)                  | 1098—1103            | сын короля Магнуса III Босоногого | позже король Норвегии под именем Сигурд I                     |
| 21. | Хакон Пальссон                                         | 1103—1123            | сын Паля Торфиннссона             | правил вместе с Магнусом                                      |
| 22. | Магнус Эрлендссон (Святой Магнус)                      | 1108—1117            | сын Эрленда Торфиннссона          | правил вместе с Хаконом                                       |
| 23. | Харальд Хаконссон                                      | 1122—1127            |                                   | правил вместе с Палем                                         |
| 24. | Паль Хаконссон                                         | 1122—1137            |                                   | правил вместе с Харальдом                                     |
| 25. | Рёгнвальд Кали Кольссон (Святой Регнвальд)             | 1136—1158            |                                   | правил вместе с Харальдом Маддадссоном и Эрлендом             |
| 26. | Харальд Маддадссон                                     | 1139—1206            |                                   | правил вместе с Регнвальдом, Эрлендом и Харальдом Эйрикссоном |
| 27. | Эрленд Харальдссон                                     | 1151—1154            | сын Харальда Хоконссона           | правил вместе с Харальдом Маддадссоном                        |
| 28. | Харальд Эйрикссон                                      | 1191—1198            | внук Рёгнвальда Кали              | правил вместе с Харальдом                                     |
| 29. | Давид Харальдссон                                      | 1206—1214            |                                   | правил вместе с Йоном                                         |
| 30. | Йон Харальдссон                                        | 1206—1231            |                                   | правил вместе с Давидом                                       |

## Шотландские графы под сюзеренитетом Норвегии

### Династия Ангуса
В 1236 году норвежский король Хакон IV Старый даровал графство Оркни Магнусу, сыну мормэра Ангуса Гилбрайда.
- Магнус, сын Гилбрайда, ок. 1236–1239
- Гилбрайд, сын Магнуса, 1239–?
- Гилбрайд, сын Гилбрайда, возможно, тот же, что и предыдущий, ?–1256
- Магнус, сын Гилбрайда, 1256–1273
- Магнус Магнуссон, 1273–1284
- Джон Магнуссон, 1284–ок. 1300
- Магнус Джонсон, ок. 1300–1321

### Династия Стратерна
- Маоль Йоса V, мормэр Стратерна, граф Кейтнесса, граф Оркнейский (1334—1350)
- Эренгисл Сунесон-старший, зять Маоль Йоса V, граф Оркнейский (1353—1357)
- Александр де л’Ард, второй зять Маоль Йоса V, граф Кейтнесса (1353—1375)
- Генри I Синклер, барон Рослина, внук Маоль Йоса, граф Оркнейский и Шетландский (без Кейтнесса) (1379—1400)
- Генри II Синклер, граф Оркнейский и Шетландский (1400—1420/22)
- Уильям Синклер, граф Кейтнесса (1455—1476), Оркнейский и Шетландский (1420/22 — 1470)

## Шотландские графы под сюзеренитетом Шотландии и Великобритании
Оркнейский титул был восстановлен как герцогский для Джеймса Хепбёрна, 4-го графа Ботвелла, третьего мужа королевы Марии Стюарт. После низложения королевы и бегства Ботвелла титул был упразднён.
- Джеймс Хепбёрн, 4-й граф Ботвелл (ок. 1535 — 14 апреля 1578), герцог Оркнейский (12 мая — 29 декабря 1567 года). Единственный сын Патрика Хепберна, 3-го графа Ботвелла.

Следующее восстановление графского титула последовало для Роберта Стюарта, побочного сына короля Якова V. Но его племянник Патрик утратил титул.
- Роберт Стюарт (1533 — 4 февраля 1593), граф Оркнейский в 1581—1593 годах. Внебрачный сын короля Шотландии Якова V Стюарта.
- Патрик Стюарт (ок. 1566 — 6 февраля 1615), граф Оркнейский в 1593—1614 годах. Старший сын и наследник предыдущего.

Последний раз графство было восстановлено для маршала Джорджа Гамильтона, барона Дечмонда, виконта Керкуолла, первого графа Оркнейского в 1696 году.
С тех пор титул носят его наследники, включая женщин.
- 1695—1737: фельдмаршал Джордж Гамильтон, 1-й граф Оркни (9 февраля 1666 — 29 января 1737), пятый сын Уильяма Дугласа, герцога Гамильтона (1634—1694) и Энн Гамильтон, герцогини Гамильтон (1631—1716)
- 1737—1756: Энн О’Брайен, 2-я графиня Оркни (1696 — 6 декабря 1756), старшая дочь предыдущего. Жена с 1720 года Уильяма О’Брайена, 4-го графа Инчиквина (1700—1777)
- 1756—1791: Мэри О’Брайен, 3-я графиня Оркни (1721 — 10 мая 1791), старшая дочь предыдущих. Супруга с 1753 года Мурроу О’Брайена, 1-го маркиза Томонда (1726—1808)
- 1791—1831: Мэри Фицморис, 4-я графиня Оркни (1791 — 30 декабря 1831), дочь предыдущих. Супруга с 1777 года Томаса Фицмориса (1742—1793), сына Джона Петти, 1-го графа Шелберна, и Мэри Фицморис.
- 1831—1877: Томас Джон Гамильтон Фицморис, 5-й граф Оркни (8 августа 1803 — 16 мая 1877), старший сын Джона Фицмориса, виконта Керкуолла (1778—1820), сына Томаса Фицмориса и Мэри О’Брайен (1791—1831)
- 1877—1889: Джорж Фицморис, 6-й граф Оркни (6 мая 1827 — 21 октября 1889), старший сын предыдущего
- 1889—1951: Эдмонд Фицморис, 7-й граф Оркни (26 мая 1867 — 21 августа 1951), второй сын Генри Уоррендера Фицмориса (1828—1875), внук Томаса Джона Гамильтона Фицмориса, 5-го графа Оркни. Супруга — артистка, танцовщица, натурщица и фотомодель Конни Гилкрист
- 1951—1998: Сесил О’Брайен Фицморис, 8-й граф Оркни (3 июля 1919 — 5 февраля 1998), второй сын капитана Дугласа Фредерика Гарольда Фицмориса (1890—1937), внук Дугласа Коммерела Мензиса Фицмориса (1861—1932), правнук коммандера Фредерика О’Брайена Фицмориса (1830—1867), третьего сына 5-го графа Оркни
- 1998 — настоящее время: Оливер Питер Сент-Джон, 9-й граф Оркни (род. 27 февраля 1937), единственный сын подполковника Фредерика Оливера Сент-Джона (1886—1977) и Элизабет Пирс, внук сэра Фредерика Роберта Сент-Джона (1831—1923) и Изабель Энн Фицморис (ум. 1948), дочери капитана Джеймса Теренса Фицмориса (1835—1917), пятого (младшего) сына 5-го графа Оркни.